# Plan santé mentale 2005/2008
Le plan santé mentale 2005/2008 a été lancé par le ministre Philippe Douste-Blazy, après le drame de Pau. Il dresse un état des lieux de la santé mentale en France où il note l'acquis de 829 secteurs de psychiatrie générale et 320 secteurs de psychiatrie infanto-juvénile. Il a permis de relever une inadéquation partielle de l'offre de soins et un clivage entre prévention et traitement, ainsi que divers dysfonctionnements dont il propose plusieurs mesures pour améliorer la prise en charge des malades en psychiatrie :
- Le décloisonnement de la prise en charge par le développement de l'information auprès du grand public, le renforcement de la prévention et l'accueil en rompant l'isolement des médecins généralistes, le développement des réseaux en santé mentale et l'accompagnement, en créant des lieux d'entraide mutuelle (les clubs) et en favorisant l'accès au logement.
- De renforcer les liens entre les patients, les familles et les professionnels en renforçant les droits aux malades et de leurs proches, accroitre la concertation avec les familles et les usagers, améliorer la pratique des professionnels par des plans de formation.
- Le développement de la recherche par la promotion de la recherche clinique et le développement de l'épidémiologie en santé mentale.
- La mise en œuvre de programmes spécifiques : amélioration de la prévention du suicide, développer des programmes coordonnés vers les détenus et les auteurs d'agressions sexuelles, le développement de la collaboration médico-psychologique en périnatalité ainsi que le renforcement de la prise en charge des adolescents et de favoriser la prise en charge des besoins en santé mentale des personnes en situation de précarité.

Ce plan est accompagné d'un suivi national. 
En 2011, la Cour de comptes a rendu un rapport sur ce plan.

## Ressources complémentaires
- Rapport Piel-Roelandt
- Plan de santé mentale sur santé.gouv.